# Rafael González Madrid
Rafael González Madrid, más conocido como Machaquito (Córdoba, 2 de enero de 1880-ibídem, 1 de noviembre de 1955), fue un matador de toros español.

## Biografía
Mató su primer novillo a la edad de 16 de años en una capea junto a Rafael Molina Martínez "Lagartijo Chico", con quien posteriormente formó pareja dentro de la llamada "Cuadrilla de Jóvenes Cordobeses". Se presentó en Madrid el 8 de septiembre de 1898, tomando su alternativa en la misma plaza, el 16 de septiembre de 1900 en la plaza de toros de Madrid, de manos de Emilio Torres, «Bombita».
Durante la primera década del siglo XX, Machaquito compitió con «Bombita», hasta que la aparición de dos nuevos toreros como Vicente Pastor y sobre todo, Rafael Gómez, «El Gallo», hizo que su fama decayera, hasta que se cortó la coleta sin previo aviso cinco días más tarde de la última corrida que protagonizó en la plaza de toros de Madrid, el 16 de octubre de 1913, en la que dio la alternativa a Juan Belmonte.
A su último toro correspondía el número 1856 de los que, en 754 corridas, había estoqueado en su vida de matador. En su historial taurino se cuentan 17 percances, algunos de los cuales, como los sufridos en Palma de Mallorca el 4 de julio de 1909 y en Madrid el 26 de octubre de 1911, revistieron caracteres de gravedad.
Machaquito es uno de los cinco Califas del Toreo cordobeses.
Tuvo corridas en Hispanoamérica y debe su mote, Machaquito, a la capacidad de matar los toros con tan gran acierto, que para acabar con los ciento veintiséis toros que mató en una temporada, empleó tan sólo ciento treinta y cinco estocadas.
Se le considera como uno de los personajes más valientes de la tauromaquia. Ejemplo de ese valor dio el 29 de agosto de 1902, cuando toreando en Hinojosa del Duque pudo ocurrir una tragedia al venirse abajo parte de los tendidos de la plaza de toros en la actuaba como único espada. Por su actuación en aquella ocasión se le concedió la Cruz de Beneficencia, pues "El diestro, jugándose la vida, acertó a matar de certera estocada al toro que se encontraba en el ruedo, que se llamaba Perdigón y era de la ganadería de los hermanos Lozano, de Priego". 
Tenía una finca llamada el Hornillo, que aún se sigue llamando así y una casa en la calle actual Reyes Católicos.
Su escultura se puede observar en la plaza de toros de Córdoba.
Su última corrida fue el 13 de octubre de 1913 en Madrid, con el toro de nombre Bañuelo. La coleta se la cortó en presencia de los suyos y con una grandiosa humildad, nobleza y gallardía. Falleció el 1 de noviembre de 1955, en Córdoba.
Las características taurinas de Machaquito se pueden resumir "Torero corto, nervioso, pero de gran voluntad. Su corta estatura le hacía vibrar a los públicos. Pasa a la posteridad por su forma de matar tremendamente efectiva".